# Lipowski Wierch
Lipowski Wierch (1323 m n.p.m.) – szczyt w Grupie Lipowskiego Wierchu i Romanki w Beskidzie Żywieckim. Większość map i przewodników podaje wysokość 1324. Nazwa szczytu pochodzi od lip, które dawniej zapewne na jego stokach rosły. Znajduje się w grzbiecie, który od Rysianki ciągnie się w północno-zachodnim kierunku do Redykalnego Wierchu i jest najwyższym szczytem tego grzbietu. Jest to boczny grzbiet Beskidu Żywieckiego, oddzielający dolinę potoku Żabniczanka od doliny potoku Bystra.
Przez szczyt i główny grzbiet Lipowskiego Wierchu biegnie granica między miejscowościami Żabnica (stoki północne) i Złatna (stoki południowe) – obydwie w województwie śląskim, w powiecie żywieckim. Lipowski Wierch jest niemal całkowicie porośnięty lasem, ale nieco pod jego wierzchołkiem, na południowo-wschodnich stokach znajduje się duża widokowa hala Lipowska, a na niej schronisko PTTK na Hali Lipowskiej i wyciąg narciarski. Istnieją tutaj też różnorodne formacje skalne. W grzbietowych partiach znajduje się pochodzenia osuwiskowego rów grzbietowy i wały zapadliskowe. Jego ściany mają wysokość do 4 m, a dno rowu zawalone jest głazami piaskowcowymi. Poniżej w stokach znajdują się nisze osuwiskowe, z których wypływają liczne źródła. Na południowych, opadających do doliny Bystrej stokach są duże i małe głazy i szczeliny skalne.
Lipowski Wierch jako pierwsi penetrowali Wołosi, którzy metodą cyrhlenia wykonali tutaj halę Lipowską, na której wypasali swoje owce. Turyści zaczęli odwiedzać go pod koniec XIX wieku. W latach 1894–1899 niemiecka organizacja turystyczna Beskidenverein (Związek Beskidzki) wyznakowała szlak turystyczny. W 1936 opiekę nad tym szlakiem przejęło Polskie Towarzystwo Tatrzańskie. W 1931 Beskidenverein bezprawnie, łamiąc polsko-niemieckie porozumienie w sprawie zagospodarowania Beskidów wybudowała tutaj schronisko turystyczne.
Lipowski Wierch jest jednym z najwyższych szczytów Beskidu Żywieckiego. Jego masyw wyróżnia się w panoramach z wielu stron, sam jednak wierzchołek jest niepozorny i mało wybitny. Rośnie na nim skarlały górnoreglowy las świerkowy, w którym jest sporo uschniętych świerków. Wzdłuż grzbietu ciągną się torfowiska i młaki z oczkami wodnymi, chronione w rezerwacie przyrody Lipowska. Szlaki turystyczne omijają wierzchołek, prowadząc po jego południowej stronie.

## Szlaki turystyczne
Milówka – schronisko PTTK na Hali Boraczej – Lipowski Wierch – Schronisko PTTK na Hali Rysianka – Żabnica-Skałka
 Rajcza – Zapolanka – Redykalny Wierch – hala Lipowska – hala Rysianka – Romanka
 Złatna – Polana Motykowa (Cerchla) – hala Rysianka – Sopotnia Wielka